# La Légende de Shalimar
 (mars 2021).
Pour plus de détails, voir Fiche technique et Distribution.
La Légende de Shalimar est un  film publicitaire français réalisé par Bruno Aveillan, sorti en 2013, pour le parfum Shalimar de Guerlain.

## Synopsis
Shâh Jahân offre à son épouse Mumtâz Mahal le Taj Mahal.

## Fiche technique
- Titre : La Légende de Shalimar
- Réalisation : Bruno Aveillan
- Direction artistique : Benjamin De Lapparent
- Musique : Hans Zimmer, Les Chevaliers de Sangréal, tirée de la bande originale du film de The Da Vinci Code
- Société de production : Quad Productions
- Budget : 2 000 000 €[1]
- Pays d'origine :  France
- Format : couleur - HDTV - 2,35:1
- Genre : historique, romance
- Durée : 5 min 46 s
- Date de sortie : 28 août 2013

## Distribution
- Natalia Vodianova : Mumtâz Mahal
- Willy Cartier : Shâh Jahân

## Stylisme
Les costumes du film ont été créés par la styliste Yiqing Yin, lauréate de nombreux prix prestigieux dont le « Prix de la création de la ville de Paris » et celui de l'ANDAM (Association nationale pour le développement des arts de la mode). Elle a récemment exposé à la biennale de Venise et on lui doit également la robe spectaculaire de Audrey Tautou pour l’inauguration du festival de Cannes 2013. À propos de la robe portée par Natalia Vodianova dans La Légende de Shalimar, elle déclara qu’elle avait souhaité la traiter comme un esprit, aussi léger que l’air, en utilisant uniquement de l’organza liquide et de la dentelle rebrodée d’or, sans motif figuratif, afin que le vêtement traduise l’éternité. La robe créée pour La Légende de Shalimar a par la suite été photographiée à de multiples reprises, dans plusieurs grands magazines de mode tel que Vogue, ELLE ou Citizen K, et elle a été choisie pour figurer en couverture du no 50, « édition Collector » du magazine Palace Costes.